# Lista över fornlämningar i Gotlands kommun (Hejde)
Lista över fornlämningar i Gotlands kommun (Hejde) är en förteckning av ett urval av de fornlämningar som finns i Hejde i Gotlands kommun.
| Namn          | Lämningstyp                      | Tillkomsttid | Historisk indelning | Plats | Läge                 | ID-nr          | Bild                                 |
| ------------- | -------------------------------- | ------------ | ------------------- | ----- | -------------------- | -------------- | ------------------------------------ |
| Hejde 1:1     | Bildristning                     |              | Hejde, Gotland      |       | 57.412983, 18.346165 | 10093400010001 | Ladda upp en bild av detta fornminne |
| Hejde 2:1     | Bildristning                     |              | Hejde, Gotland      |       | 57.412826, 18.350771 | 10093400020001 | Ladda upp en bild av detta fornminne |
| Hejde 6:1     | Husgrund, förhistorisk/medeltida |              | Hejde, Gotland      |       | 57.380555, 18.379722 | 10093400060001 | Ladda upp en bild av detta fornminne |
| Hejde 6:2     | Husgrund, förhistorisk/medeltida |              | Hejde, Gotland      |       | 57.380342, 18.379779 | 10093400060002 | Ladda upp en bild av detta fornminne |
| Hejde 6:3     | Husgrund, förhistorisk/medeltida |              | Hejde, Gotland      |       | 57.380534, 18.380322 | 10093400060003 | Ladda upp en bild av detta fornminne |
| Hejde 6:4     | Husgrund, förhistorisk/medeltida |              | Hejde, Gotland      |       | 57.380510, 18.379151 | 10093400060004 | Ladda upp en bild av detta fornminne |
| Hejde 6:9     | Stensättning                     |              | Hejde, Gotland      |       | 57.381409, 18.380511 | 10093400060009 | Ladda upp en bild av detta fornminne |
| Hejde 8:1     | Husgrund, förhistorisk/medeltida |              | Hejde, Gotland      |       | 57.380723, 18.375717 | 10093400080001 | Ladda upp en bild av detta fornminne |
| Hejde 8:2     | Husgrund, förhistorisk/medeltida |              | Hejde, Gotland      |       | 57.380870, 18.375692 | 10093400080002 | Ladda upp en bild av detta fornminne |
| Hejde 8:3     | Husgrund, förhistorisk/medeltida |              | Hejde, Gotland      |       | 57.380928, 18.375208 | 10093400080003 | Ladda upp en bild av detta fornminne |
| Hejde 9:1     | Gravfält                         |              | Hejde, Gotland      |       | 57.377820, 18.374849 | 10093400090001 | Ladda upp en bild av detta fornminne |
| Hejde 11:1    | Gravfält                         |              | Hejde, Gotland      |       | 57.401352, 18.368562 | 10093400110001 | Ladda upp en bild av detta fornminne |
| Hejde 19:1    | Husgrund, förhistorisk/medeltida |              | Hejde, Gotland      |       | 57.388554, 18.409795 | 10093400190001 | Ladda upp en bild av detta fornminne |
| Hejde 21:1    | Gravfält                         |              | Hejde, Gotland      |       | 57.385563, 18.405964 | 10093400210001 | Ladda upp en bild av detta fornminne |
| Hejde 28:1    | Stensättning                     |              | Hejde, Gotland      |       | 57.400199, 18.284582 | 10093400280001 | Ladda upp en bild av detta fornminne |
| Hejde 28:2    | Stensättning                     |              | Hejde, Gotland      |       | 57.400279, 18.284366 | 10093400280002 | Ladda upp en bild av detta fornminne |
| Hejde 28:3    | Stensättning                     |              | Hejde, Gotland      |       | 57.400137, 18.284375 | 10093400280003 | Ladda upp en bild av detta fornminne |
| Hejde 28:4    | Stensättning                     |              | Hejde, Gotland      |       | 57.400140, 18.284223 | 10093400280004 | Ladda upp en bild av detta fornminne |
| Hejde 31:1    | Hällristning                     |              | Hejde, Gotland      |       | 57.389286, 18.370368 | 11100000000844 | Ladda upp en bild av detta fornminne |
| Hejde 32:1    | Husgrund, förhistorisk/medeltida |              | Hejde, Gotland      |       | 57.380493, 18.341077 | 10093400320001 | Ladda upp en bild av detta fornminne |
| Hejde 34:1    | Gravfält                         |              | Hejde, Gotland      |       | 57.369084, 18.373020 | 10093400340001 | Ladda upp en bild av detta fornminne |
| Hejde 35:1    | Stensättning                     |              | Hejde, Gotland      |       | 57.375990, 18.327427 | 10093400350001 | Ladda upp en bild av detta fornminne |
| Hejde 35:2    | Stensättning                     |              | Hejde, Gotland      |       | 57.376117, 18.327533 | 10093400350002 | Ladda upp en bild av detta fornminne |
| Hejde 41:1    | Husgrund, förhistorisk/medeltida |              | Hejde, Gotland      |       | 57.409938, 18.283224 | 10093400410001 | Ladda upp en bild av detta fornminne |
| Hejde 46:1    | Stensättning                     |              | Hejde, Gotland      |       | 57.416573, 18.313799 | 10093400460001 | Ladda upp en bild av detta fornminne |
| Hejde 48:1    | Husgrund, förhistorisk/medeltida |              | Hejde, Gotland      |       | 57.413794, 18.320485 | 10093400480001 | Ladda upp en bild av detta fornminne |
| Hejde 51:1    | Grav- och boplatsområde          |              | Hejde, Gotland      |       | 57.409874, 18.329280 | 10093400510001 | Ladda upp en bild av detta fornminne |
| Hejde 52:1    | Husgrund, förhistorisk/medeltida |              | Hejde, Gotland      |       | 57.384488, 18.386043 | 10093400520001 | Ladda upp en bild av detta fornminne |
| Hejde 52:2    | Husgrund, förhistorisk/medeltida |              | Hejde, Gotland      |       | 57.384544, 18.385397 | 10093400520002 | Ladda upp en bild av detta fornminne |
| Hejde 54:1    | Stensättning                     |              | Hejde, Gotland      |       | 57.420647, 18.370765 | 10093400540001 | Ladda upp en bild av detta fornminne |
| Hejde 59:1    | Hällristning                     |              | Hejde, Gotland      |       | 57.415255, 18.369363 | 11100000000845 | Ladda upp en bild av detta fornminne |
| Hejde 61:1    | Husgrund, förhistorisk/medeltida |              | Hejde, Gotland      |       | 57.415158, 18.370800 | 11000000001443 | Ladda upp en bild av detta fornminne |
| Hejde 65:1    | Hällristning                     |              | Hejde, Gotland      |       | 57.381884, 18.383243 | 11100000000958 | Ladda upp en bild av detta fornminne |
| Hejde 65:2    | Hällristning                     |              | Hejde, Gotland      |       | 57.381873, 18.383336 | 11100000000959 | Ladda upp en bild av detta fornminne |
| Hejde 65:3    | Hällristning                     |              | Hejde, Gotland      |       | 57.381954, 18.383326 | 11100000000960 | Ladda upp en bild av detta fornminne |
| Hejde 69:1    | Stensättning                     |              | Hejde, Gotland      |       | 57.385257, 18.351342 | 10093400690001 | Ladda upp en bild av detta fornminne |
| Hejde 69:2    | Stensättning                     |              | Hejde, Gotland      |       | 57.385236, 18.350499 | 10093400690002 | Ladda upp en bild av detta fornminne |
| Hejde 69:3    | Stensättning                     |              | Hejde, Gotland      |       | 57.385275, 18.350317 | 10093400690003 | Ladda upp en bild av detta fornminne |
| Hejde 70:1    | Röse                             |              | Hejde, Gotland      |       | 57.385745, 18.408579 | 10093400700001 | Ladda upp en bild av detta fornminne |
| Hejde 72:1    | Stensättning                     |              | Hejde, Gotland      |       | 57.363693, 18.318653 | 10093400720001 | Ladda upp en bild av detta fornminne |
| Hejde 73:1    | Stensättning                     |              | Hejde, Gotland      |       | 57.363900, 18.319064 | 10093400730001 | Ladda upp en bild av detta fornminne |
| Hejde 75:1    | Hällristning                     |              | Hejde, Gotland      |       | 57.409393, 18.371713 | 11100000000961 | Ladda upp en bild av detta fornminne |
| Hejde 82:1    | Husgrund, förhistorisk/medeltida |              | Hejde, Gotland      |       | 57.391003, 18.377677 | 11000000001445 | Ladda upp en bild av detta fornminne |
| Hejde 82:2    | Husgrund, förhistorisk/medeltida |              | Hejde, Gotland      |       | 57.391101, 18.377848 | 11000000001446 | Ladda upp en bild av detta fornminne |
| Hejde 82:3    | Husgrund, förhistorisk/medeltida |              | Hejde, Gotland      |       | 57.390758, 18.377464 | 11000000001447 | Ladda upp en bild av detta fornminne |
| Hejde 83:1    | Husgrund, förhistorisk/medeltida |              | Hejde, Gotland      |       | 57.372263, 18.390026 | 11000000001449 | Ladda upp en bild av detta fornminne |
| Hejde 86:1    | Husgrund, förhistorisk/medeltida |              | Hejde, Gotland      |       | 57.369533, 18.339918 | 10093400860001 | Ladda upp en bild av detta fornminne |
| Hejde 100:1   | Husgrund, förhistorisk/medeltida |              | Hejde, Gotland      |       | 57.397873, 18.399354 | 10093401000001 | Ladda upp en bild av detta fornminne |
| Hejde 104:1   | Husgrund, förhistorisk/medeltida |              | Hejde, Gotland      |       | 57.357666, 18.326230 | 10093401040001 | Ladda upp en bild av detta fornminne |
| Hejde 105:1   | Husgrund, förhistorisk/medeltida |              | Hejde, Gotland      |       | 57.358367, 18.323971 | 10093401050001 | Ladda upp en bild av detta fornminne |
| Hejde 105:2   | Husgrund, förhistorisk/medeltida |              | Hejde, Gotland      |       | 57.358365, 18.324580 | 10093401050002 | Ladda upp en bild av detta fornminne |
| Hejde 105:3   | Husgrund, förhistorisk/medeltida |              | Hejde, Gotland      |       | 57.358638, 18.324403 | 10093401050003 | Ladda upp en bild av detta fornminne |
| Hejde 107:1   | Bildristning                     |              | Hejde, Gotland      |       | 57.406499, 18.324028 | 10093401070001 | Ladda upp en bild av detta fornminne |
| Hejde 110:1   | Stensättning                     |              | Hejde, Gotland      |       | 57.401032, 18.367238 | 10093401100001 | Ladda upp en bild av detta fornminne |
| Hejde 110:2   | Stensättning                     |              | Hejde, Gotland      |       | 57.401004, 18.367065 | 10093401100002 | Ladda upp en bild av detta fornminne |
| Hejde 110:3   | Stensättning                     |              | Hejde, Gotland      |       | 57.400907, 18.367176 | 10093401100003 | Ladda upp en bild av detta fornminne |
| Hejde 112:1   | Gravfält                         |              | Hejde, Gotland      |       | 57.397020, 18.406130 | 10093401120001 | Ladda upp en bild av detta fornminne |
| Hejde 112:2   | Stensättning                     |              | Hejde, Gotland      |       | 57.396595, 18.405771 | 10093401120002 | Ladda upp en bild av detta fornminne |
| Hejde 115:1   | Hällristning                     |              | Hejde, Gotland      |       | 57.374050, 18.388301 | 11100000000962 | Ladda upp en bild av detta fornminne |
| Hejde 128:1   | Hällristning                     |              | Hejde, Gotland      |       | 57.399897, 18.336884 | 11100000000963 | Ladda upp en bild av detta fornminne |
| Hejde 153:1   | Gravfält                         |              | Hejde, Gotland      |       | 57.395520, 18.394054 | 10093401530001 | Ladda upp en bild av detta fornminne |
| Väte 9:1      | Gravfält                         |              | Hejde, Gotland      |       | 57.435484, 18.358356 | 10098100090001 | Ladda upp en bild av detta fornminne |
| Etelhem 82:1  | Röse                             |              | Hejde, Gotland      |       | 57.363149, 18.452914 | 10091300820001 | Ladda upp en bild av detta fornminne |
| Etelhem 118:2 | Stensättning                     |              | Hejde, Gotland      |       | 57.352814, 18.448175 | 10091301180002 | Ladda upp en bild av detta fornminne |
| Stånga 120:1  | Stensättning                     |              | Hejde, Gotland      |       | 57.342877, 18.421044 | 10096701200001 | Ladda upp en bild av detta fornminne |
| Stånga 120:2  | Stensättning                     |              | Hejde, Gotland      |       | 57.342948, 18.421101 | 10096701200002 | Ladda upp en bild av detta fornminne |
| Stånga 120:3  | Stensättning                     |              | Hejde, Gotland      |       | 57.343244, 18.420644 | 10096701200003 | Ladda upp en bild av detta fornminne |